# Meghrashen
Meghrashen (in armeno Մեղրաշեն?) è un comune di 1 202 abitanti (2008) della provincia di Shirak in Armenia.